# ويليام جونز (عسكري أمريكي)
ويليام جونز (بالإنجليزية: William Jones)‏ هو عسكري أمريكي، (ولد في فيلادلفيا في الولايات المتحدة 1831  م).